# Гипотеза Спирмена
Гипотеза Спирмена — вариант объяснения различий результатов в тестах интеллекта среди представителей разных рас. Изначальная формулировка была высказана Ч. Спирменом и гласила, что величина различий результатов темнокожих и белых в тестах на когнитивные способности положительно связана с тем, какие факторные нагрузки имеют эти тесты по общему фактору интеллекта (фактору g). Более поздняя формулировка утверждает, что величина различий в средних оценках по тестам когнитивных способностей между выборками темнокожих и белых полностью или в основном зависит от степени, в которой данные тесты измеряют общие умственные способности, или фактор g. Её предложил в своих работах А. Дженсен, разделив также сильный и слабый варианты этого утверждения.
Источник расовых различий в интеллекте и, соответственно, в оценках по тестам интеллекта Спирмен и Дженсен видели в биологических предпосылках. Их идеи была с интересом воспринята многими исследователями расовых различий. Например, Дж. Ф. Раштон часто обращался к данным Спирмена и Дженсена в своих исследованиях, утверждая, что в основе интеллектуального разрыва между расами лежит генетика. Его работы, однако, неоднократно критиковали за расизм и неточности изложения привлекаемых данных. В 2020 году факультет психологии университета Западного Онтарио официально заявил о признании большей части идей Раштона расистскими.
Хотя изначально гипотеза была призвана объяснить лишь различия между представителями популяций белых и темнокожих, в более поздних исследованиях начались попытки перенести её на результаты сравнения разных этнических и национальных групп.

## Краткая история
С самого начала исследований интеллекта была замечена разница между средними тестовыми оценками, получаемыми на темнокожих и белых выборках. Однако величина этой разницы варьировалась в зависимости от выполняемого когнитивного теста. Различия в результатах представителей данных групп, а также нестабильность величины этих различий в разных тестах теоретически могут быть связаны:
1. с характеристиками самого теста (культурной нагруженностью, языковыми особенностями и т. д.);
2. с различиями в развитии отдельных когнитивных способностей у представителей разных выборок;
3. с тем, как данный тест измеряет общие умственные способности (фактор g).

Последнее объяснение было развито из наблюдения, сделанного Ч. Спирменом в работе 1927 года. Комментируя исследование, в котором 10 тестов применялись для измерения когнитивных способностей у белых и темнокожих американских детей, он отметил, что, хотя темнокожие дети в среднем получают более низкие баллы по всем тестам, разница с результатами белых детей сильнее выражена в тех из них, которые имеют бо֜льшие факторные нагрузки по фактору g. В логике факторного анализа это означает, что результаты решения таких тестов в большей степени зависят от уровня общих умственных способностей испытуемых.
В 1985 году А. Дженсен с опорой на идеи Спирмена  явно сформулировал гипотезу, которой и присвоил имя последнего. Дженсен описал её в двух вариантах: сильном и слабом.
- Сильный вариант утверждает, что различия результатов в тестах интеллекта между популяциями темнокожих и белых обусловлены исключительно вариативностью общего интеллекта.
- Слабый вариант утверждает, что различия результатов в тестах интеллекта между популяциями темнокожих и белых обусловлены в большей степени вариативностью общего интеллекта.

Пытаясь найти эмпирическое подтверждение выдвигаемой гипотезе Дженсен использовал слабый вариант формулировки. Им в основном пользовались и другие исследователи.
В 1998 году Дж. Ф. Раштон  ввёл в научный обиход понятие «эффект Дженсена» для обозначения случаев значимой положительной связи факторных нагрузок по фактору g в субтестах интеллекта с некоторой переменной Х. Он обобщил явления такой связи с рядом биологических характеристик в контексте своей наследственной теории расовых различий.
Через некоторое время стали появляться работы, в которых проверялась применимость гипотезы Спирмена не только в отношении различия темнокожих и белых, но и в отношении разных национальностей, этносов, а также их локальных популяций. Так исследователи пытались определить степень универсальности гипотезы. Некоторое влияние на смену фокуса исследований оказала активно развернувшаяся в научных кругах дискуссия о критериях выделения рас, а также социальные движения против расизма.
В XXI веке, несмотря на неоднократное подтверждение связи различий оценок с факторными нагрузками по фактору g, появляются данные, не согласующиеся с предложенной Дженсеном гипотезой. Вопрос интерпретации этой связи остаётся открытым в связи с неутихающими дискуссиями о научном расизме и этических аспектах расовых исследований. Основное внимание позднейших работ, посвящённых гипотезе Спирмена, направлено на выявление широты области популяционных различий, к которой она может быть применена, а также на усовершенствование метода её проверки.

## Метод проверки гипотезы
Спирмен выдвинул свою идею, не имея прямого эмпирического её подтверждения. Процедура оценки данной гипотезы описана Дженсеном как метод коррелированных векторов (MCV).

### Порядок проведения
В общем виде классическая процедура выглядит следующим образом. Целевые выборки проходят одни и те же тесты интеллекта. Далее для каждой группы в отдельности проводится процедура эксплораторного факторного анализа или анализа главных компонент (PCA). В качестве фактора g выделяется первая главная компонента, первый главный фактор или фактор второго порядка (как утверждает Дженсен, принципиальной вычислительной разницы между тремя этими вариантами нет). Далее вычисляется степень схожести паттернов факторный нагрузок в двух выборках, для этого используется коэффициент конгруэнтности, высокие значения которого указывают на близкие показатели факторный нагрузок тестов в двух выборках.
Среднее значение различий между группами берётся в стандартизированном виде — его показателем выступает величина эффекта (d Коэна).
Основным для непосредственной проверки гипотезы Спирмена является вычисление корреляции между значениями величины эффекта и факторными нагрузками тестов по первому главному фактору. При этом берутся факторные веса большей по объёму выборки (при условии конгруэнтности их значений с меньшей). Дженсен использовал в своих исследованиях метод ранговой корреляции Спирмена, указывая на то, что он не требует допущений относительно дисперсии используемых данных.

### Респонденты
Отдельно Дженсен подчёркивал, что сравниваемые группы не должны отбираться специальным образом по критерию высоких показателей интеллекта, в противном случае репрезентативность данных утрачивается, что играет не в пользу гипотезы.

### Используемые тесты
Исследования, проводимые в рамках когнитивной подхода к изучению интеллекта, неоднократно показывали, что простые тесты, построенные на времени реакции, имеют меньшие факторные веса по фактору g, чем комплексные психометрические тесты. Поэтому чаще в подобных исследованиях применяются именно психометрические тесты интеллекта, хотя в литературе приводятся и показательные случаи различий результатов в исполнении простых заданий (таких как прямое и обратное воспроизведение чисел) с разным вкладом в фактор общего интеллекта.
В последних исследованиях наряду с тестами способностей для проверки гипотезы Спирмена стали использовать также тесты академических достижений, составленные на основе образовательного материала. Такое изменение связано с критикой идеи гипотезы, которая будет обсуждаться ниже.

## Связь с другими эффектами

#### Эффект Флинна и анти-эффект Флинна[9]
В 1980-е годы Дж. Флинн обобщил данные о повышении среднего балла по тестам интеллекта приблизительно на 3 единицы в 10 лет. Такой поколенческий рост интеллектуальной способности и был назван эффектом Флинна. Позже в скандинавских странах было зафиксировано обратное явление — спад среднего балла в более поздних когортах. Подобное изменение тенденции позже зарегистрировали и в других странах и назвали его анти-эффектом Флинна, или обратным эффектом Флинна.
Научным сообществом обсуждаются четыре варианта объяснения двух этих явлений: социокультурный, статистический, биологический и гибридный. В рамках биологического и гибридного объяснения рассматривается возможность отнесения эффекта и анти-эффекта Флинна к «эффектам Дженсена». В этом случае предполагается, что рост баллов по тестам и, соответственно, интеллектуальных способностей происходит за счёт увеличения уровня общего интеллекта, имеющего биологический источник. Свидетельством в пользу этого предположения было бы большее изменение баллов по субтестам с более высокими факторными нагрузками по фактору g.
В исследовании 2012 года авторы предприняли попытку проверить данное предположение. Они получили значимую положительную связь величины анти-эффекта Флинна для разных субтестов с факторными нагрузками на g. Это говорит о возможности рассмотрения анти-эффекта Флинна как «эффекта Дженсена» и хотя бы частичного объяснения снижения интеллекта через биологические факторы. Важно отметить, однако, что значимой корреляции с величиной классического эффекта Флинна не было обнаружено, что с одной стороны играет против биологического объяснения, а с другой может сигнализировать о различной природе наблюдаемых явлений. Последнее объясняется в рамках гибридного варианта через компенсацию биологического снижения интеллектуальных способностей экономическими и социокультурными улучшениями.

#### Закон «убывающей отдачи» (SLODR— Spearman’s Law of Deminishing Returns)
Другое известное наблюдение Спирмена заключается в том, что у людей с высокими баллами интеллекта фактор g объясняет меньшую часть индивидуальных различий в результатах по тестам когнитивных способностей. Хотя такая дифференциация способностей у групп с высоким интеллектом не связана напрямую с гипотезой Спирмена, в основе её могут лежать схожие механизмы.

## Обсуждение и критика

### Критика метода
Некоторые спорные моменты в процедуре обсуждались уже самим Дженсеном.
Прежде всего, уже упоминавшаяся неопределённость показателя, который следует принимать за g. Всё же логика факторного анализа и метода главных компонент приводит к несколько различающейся психологической интерпретации результатов даже при численном сходстве. Более того, описанная процедура требует принять допущение, что в каждом тесте первый главный фактор выражает один и тот же концепт g, что далеко не всегда так. В конечном счёте, в зависимости от специфики тестов, они могут оказаться выражением таких широких факторов как флюидный и кристаллизованный интеллект, что уводит от изначальной гипотезы.
Второй проблемный аспект — это применяемый метод корреляции. Коэффициент корреляции Пирсона считается более точным показателем линейной зависимости переменных, однако он находится под сильным влиянием характеристик распределения данных. В случае же факторных весов и значений величины эффекта трудно говорить о статистической независимости данных, а также их нормальном распределении.
Уже в 1985 году Дж. Шёнеман предположил, что корреляция между величиной различий в выборках темнокожих и белых с нагрузкой тестов по первому компоненту (фактору g) может быть статистическим артефактом. Свои соображения он аргументировал тем, что межгрупповые различия вносят свой вклад в дисперсию результатов по интеллектуальным тестам и в условиях, когда первый главный фактор объясняет наибольшую дисперсию, корреляция различий с факторными нагрузками неизбежна.
Тем не менее, данные некоторых исследований опровергают подобное объяснение. Так, корреляция для групп глухих и хорошо слышащих оказалась, во-первых, незначительной, во-вторых, отрицательной, что выражает совершенно другие паттерны, нежели при рассмотрении расовых различий. Хотя неоспоримо, что при сравнении глухих и хорошо слышащих имеют место групповые различия.
В попытках улучшить процедуру проверки исследователи предложили использовать вместо классического метода коррелированных векторов мультигрупповой конфирматорный факторный анализ (MGCFA), который принимает во внимание также и получаемую факторную модель. Применение этого метода снимает также вопрос о выборе параметрического или непараметрического коэффициента корреляции. Стоит заметить, что одна из работ, проведённых с использованием MGCFA, не подтвердила данные двух более ранних исследований о соответствии их результатов гипотезе Спирмена. Хотя этот факт не отменяет все подтверждающие гипотезу результаты, он заставляет с большей осторожностью относится к быстрым и однозначным выводам.

### Критика идеи
Помимо метода проверки критике подвергаются спирменовская и дженсеновская интерпретации получаемых результатов. Как уже упоминалось, факт положительной корреляции различий по тестам интеллекта с нагрузкой по g Спирмен объяснял наличием различий в группах темнокожих и белых общего уровня интеллекта, что напрямую вытекало из его теоретических представлений об общем факторе интеллекта как генетически обусловленном энергетическом потенциале. Дженсен в свою очередь при анализе эмпирических данных делал упор на различия в скорости протекания элементарных психических процессов, также отражающей биологические свойства индивидов.
Ещё до этого, однако, высказывались предположения о том, что наблюдаемый эффект является производным исключительно тестовых характеристик, таких как культурная нагруженность и языковые особенности. Хотя Дженсен в своих трудах обращается к работам, специально исследовавшим вопрос культурных различий и различий в выполнении вербальных и невербальных тестов, их результаты не подтверждают влияния таких тестовых особенностей на групповые различия в выполнении. Тем не менее продолжают появляться статьи, которые в той или иной степени критикуют объяснение феномена исключительно через фактор g.
Так, в нидерландском исследовании делается предположение о том, что выделяемый факторно g совокупно отражает не только сложность теста в аспекте когнитивной нагрузки и скорости обработки информации, но также агрегирует некоторые культурные характеристики теста. На выборках нидерландских детей и детей-мигрантов второго поколения авторы попытались проверить связь полученных различий в оценках с разложенным на культурно-вербальный аспект и аспект когнитивной сложности общим выделяемым фактором g. Исследователи получили результат, подтверждающий положительную корреляцию между культурно-вербальной нагруженностью (названной агрегированным с — от обозначения кристаллизованного интеллекта) и различиями выполнения. Связь же с общим g (как выражением когнитивной сложности) оказалась отрицательной. Это исследование мало согласуется с уже накопленным массивом подтверждающих гипотезу данных и требует внимательного осмысления причин такого рассогласования — лежат они в неверной классической трактовке явления или в методических ошибках исследования.